# Marie-Christine d'Orléans
Marie-Christine d'Orléans, née au palais de San Telmo à Séville, le 29 octobre 1852 et morte au même lieu le 28 avril 1879, est la fille du prince Antoine, duc de Montpensier, fils du roi Louis-Philippe, et de l'infante Louise-Fernande d'Espagne, la plus jeune fille de Ferdinand VII d'Espagne.
Marie-Christine grandit à Séville et, compte tenu des relations étroites de son père avec la famille royale espagnole, elle et ses frères et sœurs portent le titre d'infant d'Espagne. Elle meurt à l'âge de 26 ans de la tuberculose.

## Biographie

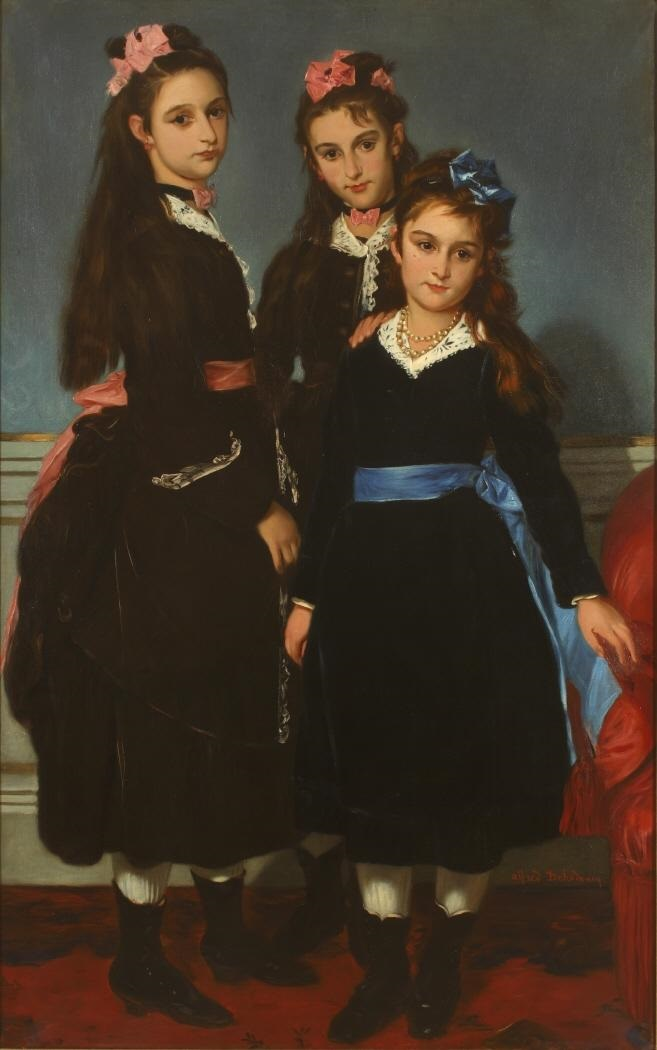
Les trois filles aînées du duc de Montpensier : Marie-Isabelle, Marie-Amélie et Marie-Christine représentées par Alfred Dehodencq (1860-1863).

Marie-Christine est née au palais de San Telmo, à Séville, une ville dans laquelle ses parents sont forcés de vivre pour rester à l'écart des intrigues de la cour d'Isabelle II d'Espagne, la sœur de sa mère. Elle est la troisième fille des dix enfants de ses parents, mais seulement quatre d'entre eux survivent à l'enfance en plus de Marie-Christine : Marie-Isabelle, Marie-Amélie, Mercedes et Antoine. Elle est baptisée María Cristina Francisca de Paula Antonieta, d'après son parrain, François de Paule, duc de Cadix, et sa grand-mère maternelle, la reine Marie-Christine de Bourbon-Siciles.
Le 23 janvier 1878, sa sœur Mercedes, de huit ans sa cadette, se marie avec son cousin, Alphonse XII d'Espagne. L'union, célébrée par amour et non pour des raisons politiques, contribue à rapprocher Isabelle II et sa sœur la duchesse de Montpensier. Le bonheur du couple, et de toute la famille, est brisé quelques mois plus tard lorsque la reine Mercedes meurt du typhus le 26 juin 1878,. La mort de la reine plonge la famille royale dans une profonde tristesse ; Alphonse XII est particulièrement bouleversé d'être veuf à seulement 20 ans, mais comme il n'a pas d'héritier, il est bientôt contraint de chercher une seconde épouse. Pendant quelques mois, il courtise Marie-Christine, qui est prête à remplacer sa défunte sœur, mais il devient vite évident qu'elle souffre de tuberculose. Marie-Christine meurt à l'âge de 26 ans, le 28 avril 1879 à Séville. Elle est inhumée au Panthéon des Infants du Monastère de l'Escurial.
Son cousin se marie le 28 novembre de la même année avec l'archiduchesse Marie-Christine d'Autriche, avec qui il a trois enfants : Mercedes, du nom de la défunte reine, Marie-Thérèse et Alphonse, futur roi d'Espagne.

## Titulature et honneurs

### Titulature
- 29 octobre 1852 - 28 avril 1879 : Son Altesse Royale la princesse Marie-Christine d'Orléans, infante d'Espagne.

### Honneurs
Marie-Christine est :
- Dame noble de l'ordre de la Reine Marie-Louise (Espagne, 29 octobre 1852).
- Dame noble de l'ordre de la Croix étoilée (Autriche-Hongrie).
- Dame d'honneur de l'ordre de Thérèse (royaume de Bavière).